# Maya Morris
Maya Morris es una deportista israelí nacida en el Reino Unido que compite en vela en la clase iQFoil. Ganó una medalla de bronce en el Campeonato Mundial de IQFoil de 2022.

## Palmarés internacional
| \| Campeonato Mundial \| Campeonato Mundial \| Campeonato Mundial \| Campeonato Mundial \| \| Año \| Lugar \| Medalla \| Clase \| \| ------------------ \| ------------------ \| ------------------ \| ------------------ \| \| 2022 \| Brest (Francia) \| Medalla de bronce \| iQFoil \| |                 |                   |        |
| Campeonato Mundial |                 |                   |        |
| Año | Lugar           | Medalla           | Clase  |
| 2022 | Brest (Francia) | Medalla de bronce | iQFoil |